# Jonas Dassler

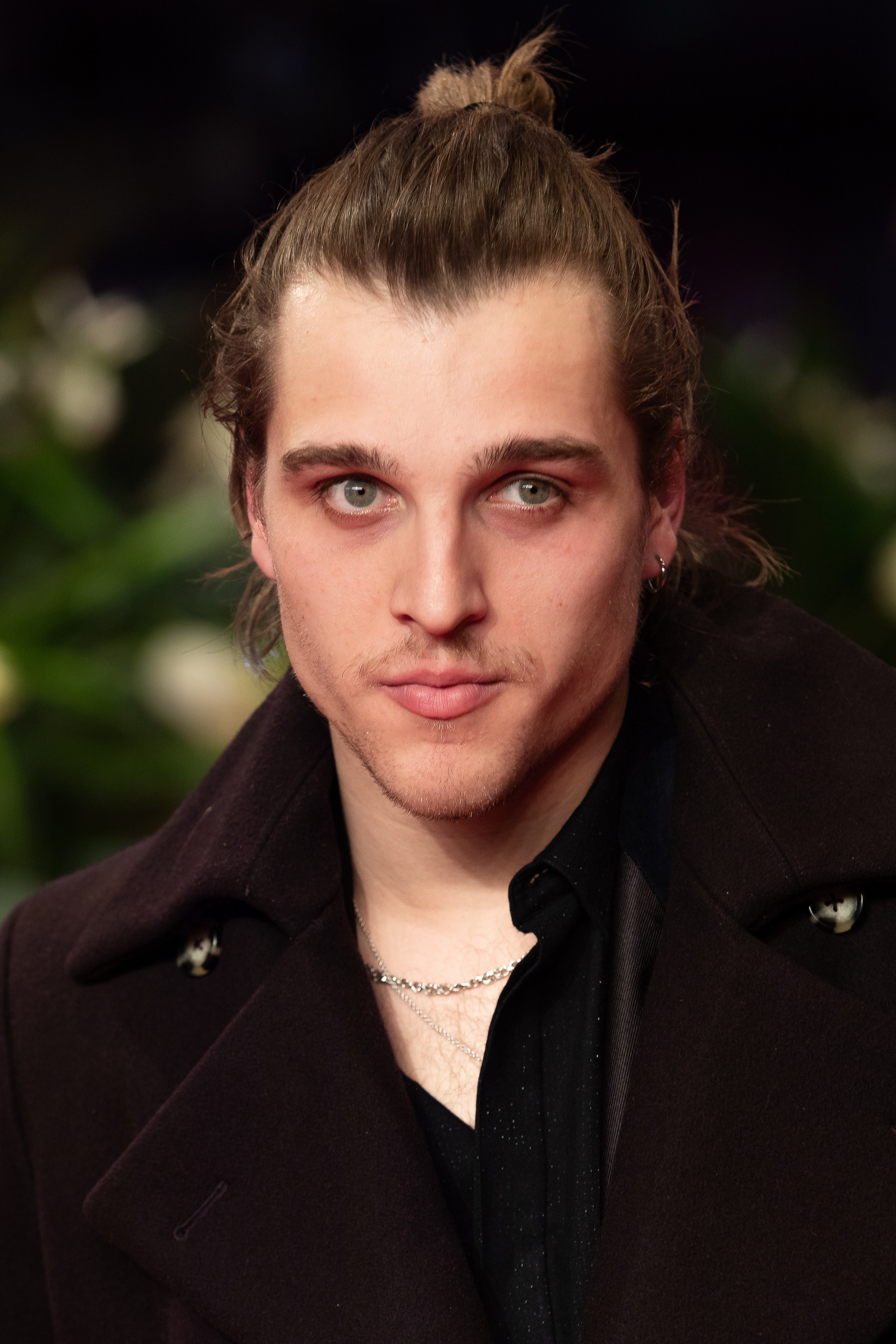
Jonas Dassler im Februar 2020 auf der Berlinale

Jonas Dassler (* 22. März 1996 in Remscheid) ist ein deutscher Theater- und Filmschauspieler.

## Leben und Wirken
Jonas Dassler wurde 1996 in Remscheid-Lennep geboren. Am Remscheider Ernst-Moritz-Arndt-Gymnasium nahm er ab der achten Klasse an der Theater-AG teil. Nach seinem 2014 bestandenen Abitur ging er zum Schauspielstudium an die Hochschule für Schauspielkunst „Ernst Busch“ Berlin.
Im selben Jahr erhielt er seine erste Filmrolle in Henri Steinmetz’ Uns geht es gut. Es folgte die erste Hauptrolle in Julia Langhofs  LOMO – The Language of Many Others (2017) sowie Rollen in Lars Kraumes Das schweigende Klassenzimmer (2018) und Florian Henckel von Donnersmarcks Werk ohne Autor (2018). Für LOMO und Das schweigende Klassenzimmer wurde er als bester Nachwuchsschauspieler mit dem Bayerischen Filmpreis ausgezeichnet.
Dassler spielte 2016 an der Schaubühne am Lehniner Platz. Seit der Spielzeit 2017/18 ist er festes Ensemblemitglied des Maxim-Gorki-Theaters. Dort hat er Rollen in vier Inszenierungen übernommen. In dem 2019 erschienenen Spielfilm Der Goldene Handschuh von Fatih Akin spielt er die Hauptrolle als Serienmörder Fritz Honka. Der Science-Fiction-Liebesfilm Aus meiner Haut, in dem Dassler in einer der beiden Hauptrollen zu sehen ist, feierte im September 2022 bei den Internationalen Filmfestspielen von Venedig seine Premiere.
Von der European Film Promotion wurde Jonas Dassler im Januar 2020 in die Liste von zehn European Shooting Stars aufgenommen.

## Theaterengagements
- 2016: Dantons Tod von Georg Büchner, Regie: Peter Kleinert (Schaubühne Berlin, Berlin)[7]
- 2017: Nach uns das All – Das innere Team kennt keine Pause von Sibylle Berg, Regie: Sebastian Nübling (Maxim-Gorki-Theater, Berlin)
- 2017: Alles Schwindel von Mischa Spoliansky, Marcellus Schiffer, Regie: Christian Weise (Maxim-Gorki-Theater, Berlin)
- 2018: A Walk on the Dark Side von Yael Ronen, Regie: Yael Ronen (Maxim-Gorki-Theater, Berlin)
- 2018: Die Gerechten von Albert Camus, Regie: Sebastian Baumgarten (Maxim-Gorki-Theater, Berlin)[8]
- 2019: Ein Bericht für eine Akademie von Franz Kafka, Regie: Oliver Frljić (Maxim-Gorki-Theater, Berlin)
- 2020: In My Room, Regie und Text: Falk Richter (Maxim-Gorki-Theater, Berlin)
- 2023: Planet B von Yael Ronen, Itai Reicher, Regie: Yael Ronen (Maxim-Gorki-Theater, Berlin)

## Filmografie
- 2015: Uns geht es gut
- 2017: LOMO – The Language of Many Others
- 2017: Das schweigende Klassenzimmer
- 2018: Werk ohne Autor
- 2018: Die Protokollantin (TV-Miniserie)
- 2019: Der Goldene Handschuh
- 2021: Mein Sohn
- 2022: Aus meiner Haut
- 2024: Berlin Nobody
- 2024: Doppelhaushälfte (Fernsehserie)
- 2024: Bonhoeffer
- 2024: Sad Jokes

## Auszeichnungen
First-Steps-Filmpreis
- 2017: Auszeichnung mit dem Götz-George-Nachwuchspreis (LOMO – The Language of Many Others)

Bayerischer Filmpreis
- 2017: Auszeichnung als Bester Nachwuchsdarsteller (Das schweigende Klassenzimmer und LOMO – The Language of Many Others)

Achtung Berlin – new berlin film award
- 2018: Auszeichnung als Bester Nachwuchsdarsteller (LOMO – The Language of Many Others)[11]

Deutscher Schauspielpreis
- 2018: Nominierung als Bester Nachwuchsschauspieler (Das schweigende Klassenzimmer)

European Shooting Star Award
- 2020: Auszeichnung als europäischer Nachwuchsschauspieler im Rahmen der Berlinale 2020